# Telipogon peruvianus
Telipogon peruvianus — вид орхідей. Описаний у 1990 році. Багаторічний епіфіт. Поширений у хмарному лісі на південно-східних схилах перуанських Анд. Відомий лише в двох місцевостях між 2600 і 2900 м над рівнем моря. Квіти запилюються самцями тахінових мух Eudejeania.